# 黄政红
黄政红（1959年—），云南德钦人，藏族，中国共产党党员，中华人民共和国政治人物、第十二届全国人民代表大会云南地区代表。
黄政红毕业于中央党校函授学院政法专业。参加工作后长期在公安系统任职，曾任维西县公安局局长，迪庆州公安局副局长（正处级），2001年出任中共迪庆州委常委、香格里拉县委书记。
2007年升任中共迪庆州委副书记、州纪委书记，2010年1月升任迪庆州委副书记，州人民政府州长。在任期间的2014年1月11日，香格里拉市的独克宗古城发生严重火灾，但在2016年修复完成。
2015年10月改任云南省公安厅副厅长，省防范和处理邪教问题办公室主任。2013年，担任全国人大代表。
2018年，黄政红任云南省第十三届人民代表大会民族委员会主任委员。